# Championnat d'Angleterre de football de troisième division 2005-2006
Navigation
Édition précédente Édition suivante
La saison 2005-2006 de League One est la quatre-vingtième édition de la troisième division anglaise, la deuxième sous son nom actuel et la quatorzième sous sa forme actuelle.
Les vingt-quatre clubs participants au championnat sont confrontés à deux reprises aux vingt-trois autres. À la fin de la saison, les deux premiers sont promus en Championship et les quatre suivants s'affrontent en barrages pour une place dans la division supérieure. Les quatre derniers sont quant à eux relégués en League Two.
Southend United termine champion à l'issue de la saison et accède au Championship, de même pour son dauphin Colchester United et Barnsley, cinquième et vainqueur des barrages de promotion. Dans le même temps, les quatre derniers Hartlepool United, Milton Keynes Dons, Swindon Town et Walsall sont quant à eux relégués en League Two.

## Équipes participantes
| Club               | Stade                   | Capacité | Ville           |
| ------------------ | ----------------------- | -------- | --------------- |
| Barnsley FC        | Oakwell Stadium         | 23 009   | Barnsley        |
| Blackpool FC       | Bloomfield Road         | 17 338   | Blackpool       |
| AFC Bournemouth    | Dean Court              | 11 360   | Bournemouth     |
| Bradford City      | Valley Parade           | 25 136   | Bradford        |
| Brentford FC       | Griffin Park            | 12 300   | Brentford       |
| Bristol City       | Ashton Gate Stadium     | 27 500   | Bristol         |
| Chesterfield FC    | Proact Stadium          | 10 504   | Chesterfield    |
| Colchester United  | Layer Road              | 6 320    | Colchester      |
| Doncaster Rovers   | Keepmoat Stadium        | 15 231   | Doncaster       |
| Gillingham FC      | Priestfield Stadium     | 11 582   | Gillingham      |
| Hartlepool United  | Victoria Park           | 8 240    | Hartlepool      |
| Huddersfield Town  | Galpharm Stadium        | 24 500   | Huddersfield    |
| Milton Keynes Dons | National Hockey Stadium | 9 000    | Milton Keynes   |
| Nottingham Forest  | City Ground             | 30 445   | Nottingham      |
| Oldham Athletic    | Boundary Park           | 10 638   | Oldham          |
| Port Vale          | Vale Park               | 19 052   | Stoke-on-Trent  |
| Rotherham United   | New York Stadium        | 12 021   | Rotherham       |
| Scunthorpe United  | Glanford Park           | 9 088    | Scunthorpe      |
| Southend United    | Roots Hall              | 12 306   | Southend-on-Sea |
| Swansea City       | Liberty Stadium         | 20 532   | Swansea         |
| Swindon Town       | County Ground           | 14 700   | Swindon         |
| Tranmere Rovers    | Prenton Park            | 16 567   | Birkenhead      |
| Walsall FC         | Bescot Stadium          | 11 300   | Walsall         |
| Yeovil Town        | Huish Park              | 9 978    | Yeovil          |

## Compétition

### Classement
Le classement est établi sur le barème de points classique (victoire à 3 points, match nul à 1, défaite à 0).
Pour départager les égalités, on tient d'abord compte de la différence de buts générale, puis du nombre de buts marqués, puis des confrontations directes et enfin si la qualification ou la relégation est en jeu, les deux équipes jouent une rencontre d'appui sur terrain neutre.
| Rang | Équipe              | Pts | J  | G  | N  | P  | Bp | Bc | Diff |
| ---- | ------------------- | --- | -- | -- | -- | -- | -- | -- | ---- |
| 1    | Southend United P   | 82  | 46 | 23 | 13 | 10 | 72 | 43 | +29  |
| 2    | Colchester United   | 79  | 46 | 22 | 13 | 11 | 58 | 40 | +18  |
| 3    | Brentford FC        | 76  | 46 | 20 | 16 | 10 | 72 | 52 | +20  |
| 4    | Huddersfield Town   | 73  | 46 | 19 | 16 | 11 | 72 | 59 | +13  |
| 5    | Barnsley FC         | 72  | 46 | 18 | 18 | 10 | 62 | 44 | +18  |
| 6    | Swansea City P      | 71  | 46 | 18 | 17 | 11 | 78 | 55 | +23  |
| 7    | Nottingham Forest R | 69  | 46 | 19 | 12 | 15 | 67 | 52 | +15  |
| 8    | Doncaster Rovers    | 69  | 46 | 20 | 9  | 17 | 55 | 51 | +4   |
| 9    | Bristol City        | 65  | 46 | 18 | 11 | 17 | 66 | 62 | +4   |
| 10   | Oldham Athletic     | 65  | 46 | 18 | 11 | 17 | 58 | 60 | -2   |
| 11   | Bradford City       | 61  | 46 | 14 | 19 | 13 | 51 | 49 | +2   |
| 12   | Scunthorpe United P | 60  | 46 | 15 | 15 | 16 | 68 | 73 | -5   |
| 13   | Port Vale           | 60  | 46 | 16 | 12 | 18 | 49 | 54 | -5   |
| 14   | Gillingham FC R     | 60  | 46 | 16 | 12 | 18 | 50 | 64 | -14  |
| 15   | Yeovil Town P       | 56  | 46 | 15 | 11 | 20 | 54 | 62 | -8   |
| 16   | Chesterfield FC     | 56  | 46 | 14 | 14 | 18 | 63 | 73 | -10  |
| 17   | AFC Bournemouth     | 55  | 46 | 12 | 19 | 15 | 49 | 53 | -4   |
| 18   | Tranmere Rovers     | 54  | 46 | 13 | 15 | 18 | 50 | 52 | -2   |
| 19   | Blackpool FC        | 53  | 46 | 12 | 17 | 17 | 56 | 64 | -8   |
| 20   | Rotherham United R  | 52  | 46 | 12 | 16 | 18 | 52 | 62 | -10  |
| 21   | Hartlepool United   | 50  | 46 | 11 | 17 | 18 | 44 | 59 | -15  |
| 22   | Milton Keynes Dons  | 50  | 46 | 12 | 14 | 20 | 45 | 66 | -21  |
| 23   | Swindon Town        | 48  | 46 | 11 | 15 | 20 | 46 | 65 | -19  |
| 24   | Walsall FC          | 47  | 46 | 11 | 14 | 21 | 47 | 70 | -23  |

Promotion en Championship
- 1er et 2e : promotion
- 3e à 6e : barrages de promotion

Relégation en League Two
- 21e à 24e : relégation

Abréviations
- P : Promus de League Two
- R : Relégués de Championship

### Barrages de promotion
|  | Demi-finales | Demi-finales      | Demi-finales           | Demi-finales           |              |              | Finale | Finale | Finale | Finale |
|  |              |                   |                        |                        |              |              |        |        |        |        |
|  |              |                   |                        |                        |              |              |        |        |        |        |
|  | 3            | Brentford FC      | 1                      | 0                      |              |              |        |        |        |        |
|  | 3            | Brentford FC      | 1                      | 0                      |              |              |        |        |        |        |
|  | 6            | Swansea City      | 1                      | 2                      |              |              |        |        |        |        |
|  | 6            | Swansea City      | 1                      | 2                      | Swansea City | Swansea City | 2 (3)  | 2 (3)  |        |        |
|  |              |                   |                        |                        | Swansea City | Swansea City | 2 (3)  | 2 (3)  |        |        |
|  |              |                   | Barnsley FC (t. a. b.) | Barnsley FC (t. a. b.) | 2 (4)        | 2 (4)        |        |        |        |        |
|  | 4            | Huddersfield Town | Barnsley FC (t. a. b.) | Barnsley FC (t. a. b.) | 2 (4)        | 2 (4)        | 1      | 1      |        |        |
|  | 4            | Huddersfield Town |                        |                        |              |              |        | 1      |        |        |
|  | 5            | Barnsley FC       | 0                      | 3                      |              |              |        |        |        |        |
|  | 5            | Barnsley FC       | 0                      | 3                      |              |              |        |        |        |        |